# Margaret Pace Park
Margaret Pace Park est un parc urbain de 3,2 hectares situé dans les quartiers d'Arts & Entertainment (en) et Edgewater dans le quartier d'affaires de Downtown Miami en Floride, aux États-Unis.
Le parc est situé face à la baie de Biscayne et dispose de courts de tennis, d'équipements de fitness et d'un terrain de basket-ball.
Le parc est créé dans la fin des années 1960 et nommé d'après Margaret Pace, l'une des fondatrices et ancienne présidente du Miami Garden Club.
En 2023, il est annoncé que le parc fera l'objet d'une rénovation en plusieurs étapes. Elle a pour objectif d'atténuer les îlots de chaleur à l'aide de zones de brumisation, de baignade et d'arbres, de lutter contre les risques liés à l'élévation du niveau de la mer, d'améliorer les aires de jeux existantes, d'aménager des nouveaux terrains de sport, et de construire un centre communautaire de deux étages.